# Bathalaa (Alif Alif)
Pour les articles homonymes, voir Bathalaa.
Bathalaa (ou Bathala) est une petite île inhabitée des Maldives. Son nom signifie « patate douce » en divehi. Il s'agit d'une des nombreuses îles-hôtel des Maldives depuis 1983, actuellement le Bathalaa Island Resort.

## Géographie
Bathalaa est située dans le centre des Maldives, au Nord-Est de l'atoll Ari, dans la subdivision de Alif Alif. 